# Железничко-друмски мост преко Дунава (Нови Сад)
Железничко-друмски мост преко Дунава, познатији као Нови Жежељев мост, између Новог Сада и Петроварадина је челични мост у статичком систему лука са затегама. Веома је значајан објекат на магистралној прузи Београд – Суботица, која је уједно и део међународне пруге Београд – Будимпешта. Такође, значајан је и за друмски саобраћа, јер је једини мост у Новом Саду преко којег се одвија теретни саобраћај између сремске и бачке обале града. Саграђен је на месту некадашњег Жежељевог моста који је срушен у НАТО бомбардовању Југославије 1999. године и често се, погрешно, назива истим именом. Иако има визуелне сличности са некадашњим мостом, овај мост се потпуно разликује од некадашњег моста (употребљени материјали, статички систем, попречни профил, стандарди за пројектовање итд.).

## Технички подаци о мосту
Укупна дужина моста износи 474 метра, а ширина 31,5 метар. Горњи строј моста ослања се на пет стубова, један речни и четири обална. Распонска конструкција састоји се из две спрегнуте просте греде на крајевима распона 27 и 48 метара и два челична лука система просте греде са затегама и дијагоналним вешаљкама. Већи лук (ближи левој обали) је распона 219 метара и висине 42 метра, а мањи лук (ближи десној обали) распона 177 и висине 32 метра. Све четири коловозне плоче су спрегнуте конструкције челик–бетон.
Попречни профил моста се састоји од два железничка колосека, две саобраћајне траке за друмски саобраћај и две пешачко-бициклистичке стазе. Траке за друмски саобраћај налазе се на узводној, а колосеци за железнички саобраћај на низводној страни моста. Размак између колосека је 4,2 метра, а укупна ширина саобраћајних трака 3,5 метра. Мост је пројектован за брзину путничких возова 160 km/h и брзину теретних возова 120 km/h. 